# Estimata militzae
Estimata militzae är en fjärilsart som beskrevs av Igor Kozhanchikov 1937. Estimata militzae ingår i släktet Estimata och familjen nattflyn. Inga underarter finns listade i Catalogue of Life.